# Де Би, Шон
Шон Де Би  (нидерл. Sean De Bie; род. 3 октября 1991 в Бонхейдене, провинция Антверпен, Бельгия) — бельгийский профессиональный  шоссейный велогонщик, выступающий за проконтинентальную команду «Vérandas Willems–Crelan». 

## Достижения
2011
1-й Этап 1 Тоскана–Земля Велоспорта
2-й Гран-при Варегема
3-й Вламсе Пейл
2012
1-й Этап 1 Триптик де Мон э Шато
2-й Тур Фландрии U23
2013
1-й  Чемпионат Европы U23 в групповой гонке
1-й Этап 1 (КГ) Тур Чехии
2-й Ля Кот Пикард
2-й Кольцо Певелауса
3-й Мемориал Арно Валларда
2015
1-й Гран-при Импанис-Ван Петегем
1-й Этап 4 Тур Люксембурга
3-й Дрёйвенкурс Оверейсе
2016
1-й  Три дня Западной Фландрии
1-й  Очковая классификация
1-й  Молодёжная классификация
2-й Стер ЗЛМ Тур
2018
1-й Этап 4 Этуаль де Бессеж
3-й Халле — Ингойгем
5-й Эшборн — Франкфурт

## Статистика выступлений

### Гранд-туры
| Гонка           | 2016 | 2017 |
| --------------- | ---- | ---- |
| Джиро д'Италия  | 108  | НФ   |
| Тур де Франс    | —    | —    |
| Вуэльта Испании | —    | —    |

| —  | Не участвовал  |
| НФ | Не финишировал |